# Фреш, Виллем
Виллем (Вим) Фреш (нидерл. Wim Vrösch, 20 марта 1945 года, Херлен — 5 февраля 2021 года, Ландграф) — нидерландский футболист и тренер.

## Карьера
По профессии — инженер-строитель. В качестве футболиста он выступал за клубы из низших голландских и бельгийских лиг. Высшем дивизионе Нидерландов поиграл за «Спарту» и «Фортуну». Завершив игровую карьеру, Фреш занялся тренерской деятельностью. В течение долгого времени он работал с любительскими командами, а позднее уже занимал руководящие должности в «Роде». В 2003 году голландский специалист приехал на Украину. 28 июля он стал временным наставником клуба Премьер-Лиги «Металлург» (Донецк). Его он возглавил благодаря своему знакомому — известному агенту Дмитрию Селюку. 23 марта 2004 года он уступил должность главного тренера своему помощнику и соотечественнику Тону Каанену и перешел на должность технического директора. Последним коллективом в карьере Фреша был голландский ВВ Шаесберг.